# Mogas 90 FC
El Mogas 90 FC es un equipo de fútbol de Benín que juega en la Premier League de Benín, la liga más importante del país.

## Historia
Fue fundado en el año 1970 en la ciudad de Cotonú y es un equipo ganador de torneos de copa, ganando hasta ahora 10, clasificando varias veces a torneos continentales, destacando en la Recopa Africana de 1992, en la cual llegó a los cuartos de final.

## Palmarés
- Premier League de Benín: 3

1996, 1997, 2006
- Copa de Benín: 10

1991, 1992, 1994, 1995, 1998, 1999, 2000, 2003, 2004, 2012
- Super Copa de Benín: 2

2003, 2006

## Participación en competiciones de la CAF

### Liga de Campeones de la CAF
| Temporada | Ronda      | Club               | Casa  | Visita | Global |
| --------- | ---------- | ------------------ | ----- | ------ | ------ |
| 1997      | Preliminar | CD Travadores      | 1-0   | 0-2    | 1-2    |
| 1998      | Preliminar | East End Lions     | w.o.1 | w.o.1  | w.o.1  |
| 1998      | 1          | Raja Casablanca    | 0-0   | 1-6    | 1-6    |
| 2007      | Preliminar | Al Ittihad Tripoli | 0-1   | 0-3    | 0-4    |

1- East End Lions abandonó el torneo.

### Copa Confederación de la CAF
| Temporada | Ronda      | Club               | Casa  | Visita | Global |
| --------- | ---------- | ------------------ | ----- | ------ | ------ |
| 2004      | Preliminar | Al-Nasr Benghazi   | 2-2   | 0-3    | 2-5    |
| 2005      | Preliminar | AS Douanes de Lomé | 1-0   | 1-3    | 2-3    |
| 2013      | Preliminar | AS Douanes de Lomé | w.o.1 | w.o.1  | w.o.1  |

1- Mogas 90 abandonó el torneo.

### Copa CAF
| Temporada | Ronda | Club              | Casa | Visita | Global |
| --------- | ----- | ----------------- | ---- | ------ | ------ |
| 1994      | 1     | Fulani FC         | dq1  | dq1    | dq1    |
| 1995      | 1     | Cotonsport Garoua | 2-1  | 0-2    | 2-3    |

1- Los equipos de Benín fueron descalificados debido a que su federación tenía deudas con la CAF.

### Recopa Africana
| Temporada | Ronda            | Club              | Casa | Visita | Global  |
| --------- | ---------------- | ----------------- | ---- | ------ | ------- |
| 1992      | Preliminar       | Postel 2000 FC    | 3-0  | 0-2    | 3-2     |
| 1992      | 1                | Étoile du Sahel   | 0-0  | 1-1    | 1-1 (a) |
| 1992      | 2                | ASFAG             | 3-1  | 0-1    | 3-2     |
| 1992      | Cuartos de final | DC Motema Pembe   | 0-0  | 0-2    | 0-2     |
| 1996      | Preliminar       | Air Mauritanie FC | dq1  | dq1    | dq1     |
| 1996      | 1                | FUS de Rabat      | 1-0  | 0-5    | 1-5     |
| 1999      | Preliminar       | LPRC Oilers       | 0-0  | 0-1    | 0-1     |
| 2000      | Preliminar       | Wallidan FC       | 2-0  | 1-0    | 3-0     |
| 2000      | 1                | Club Africain     | 0-0  | 1-3    | 1-3     |

1- Los equipos de Mauritania fueron descalificados porque su federación de fútbol tenía deudas con la CAF.

## Jugadores

### Jugadores destacados
- Moustapha Agnidé
- Jocelyn Ahouéya
- Valere Amoussou
- Jaures Corea
- Oscar Olou
- Daniel Dengaki